# Carl Erik Martin Soya
Carl Erik Martin Soya (* 30. Oktober 1896 in Kopenhagen; † 10. November 1983 in Rudkøbing) war ein dänischer Schriftsteller.

## Leben
Er wuchs in Kopenhagen auf und konnte durch das Erbe seiner Eltern 1915 sein Abitur machen, um als freier Schriftsteller tätig zu sein. In seinen ca. 20 größeren Dramen zeigte sich Soya als scharfer Kritiker des kleinbürgerlichen Milieus. Er eiferte gegen die Borniertheit und den Egoismus des „braven Dänen“. In den 1930er Jahren verschrieb er sich Stücken im freudianischen Stil. Ab 1940 schrieb Soya neorealistische Stücke.

## Auszeichnungen
- 1975 Großer Preis der Dänischen Akademie
- 1971 (5. Juli) von König Frederik IX. von Dänemark mit der dänischen Verdienstmedaille Ingenio et arti ausgezeichnet.[1]

## Werke (Auswahl)
- Parasiterne (Die Parasiten), 1926
- Umbahumba skifter forfatning (Umbahumba ändert die Verfassung), 1935
- Hvem er jeg? (Wer bin ich?), 1932
- Blindebuk eller sådan kan det gå (Blindekuh oder so kann es gehen) 4-Teilig, 1940–1948
- Sytten, 1953 (1965 von der dänischen Regisseurin Annelise Meineche verfilmt, deutscher Titel: Siebzehn – Vier Mädchen machen einen Mann)
- Spørgsmål uden svar (Frage ohne Antwort), 1979